# UniCredit
UniCredit là một tập đoàn về ngân hàng và dịch vụ tài chính toàn cầu của Ý. Mạng lưới của nó trải rộng 50 thị trường tại 20 quốc gia, với hơn 9.000 chi nhánh và hơn 148.000 nhân viên. Vị trí chiến lược của tập đoàn la tại Tây và Đông Âu khi nó là một trong những tập đoàn cung cấp dịch vụ ngân hàng, tài chính có thị phần cao nhất trong khu vực.
Trụ sở đăng ký tại Roma và trụ sở quản lý chung tại Milan, Ý. Các thị trường cốt lõi của UniCredit là tại Ý, Áo, Nga và miền Nam nước Đức. UniCredit có các ngân hàng đầu tư con tại New York, London, Hồng Kông, Milan, Munich, Viên, Budapest và Warsaw.